# Pelea de inválidos
«Cripple Fight» («Pelea de inválidos» en Hispanoamérica), es el segundo episodio de la quinta temporada de la serie animada de televisión South Park, y el episodio 67 de la serie en general. Se emitió originalmente en los Estados Unidos el 27 de junio de 2001 en Comedy Central.
En el episodio, los niños se unen a una tropa de Boy Scouts originalmente dirigida por Big Gay Al, quien es despedido debido a su homosexualidad. El episodio se basa en la controversia sobre el jefe de exploración James Dale y el caso de la Corte Suprema Boy Scouts of America v. Dale. También introduce al personaje Jimmy.

## Argumento
Stan, Cartman, Kenny y Timmy se han unido a la tropa número 69 de los Boy Scouts y están en camino a su primera reunión. Cuando llegan, descubren que su jefe de exploración es Big Gay Al. Los niños se divierten en la reunión y deciden que les gustan los Scouts, pero algunos padres temen que Big Gay Al sea una mala influencia para los niños y que pueda ser un pedófilo. 
Después de toda una vida de membresía, Big Gay Al es expulsado de los Scouts por el Jefe. Se nombra a un nuevo jefe de exploración masculino llamado Sr.Gazier y él les promete a los padres que pondrá a los niños en fila y los convertirá en buenos exploradores, pero procede a obligarlos a posar para fotografías desnudas con la amenaza de golpearlos. 
Mientras tanto, Jimmy, un nuevo niño discapacitado, llega a la ciudad y también se une a los Scouts. Jimmy es un comediante e inmediatamente se vuelve muy popular. Timmy, el otro chico discapacitado de la ciudad, se pone increíblemente celoso de la adoración que se le da al chico nuevo. Timmy intenta socavar a Jimmy de cualquier manera posible, incluso ofreciéndole una parka naranja como regalo, para que se parezca a Kenny (jugando con la broma de que Kenny muere en casi todos los episodios de las primeras temporadas) y aunque Jimmy casi lo mata una caja fuerte que cae, un halcón, un incendio, una estampida de vacas, uno de los transbordadores espaciales estadounidenses y disparos de Jimbo y Ned, sus esfuerzos resultaron inútiles. 
En un intento de deshacerse del Sr. Grazier sin revelar su secreto, los chicos montan su propia marcha de protesta hasta el estacionamiento de la tienda de comestibles y utilizan la comedia de Jimmy para atraer a la multitud. Sin embargo, la actuación se vuelve amarga cuando intenta conseguir la participación de Timmy, y Timmy se niega. Rápidamente, estallan en una larga pelea a puñetazos. Un Cartman muy emocionado lo llama una "pelea de inválidos" y rápidamente reúne a todos para ver. Desde afuera, la multitud parece estar a favor de la protesta del niño, por lo que los medios de South Park la recogen. Surge una controversia nacional cuando los medios de comunicación llaman a los Scouts un grupo de odio (hacia los homosexuales), y partidarios prominentes como Steven Spielberg retiran su apoyo. 
Big Gay Al interpone una demanda  en contra de los Scouts, mientras que el Sr. Grazier se revela como un pedófilo que se hace llamar "Sr. Slippyfist" y es arrestado. Aunque la Corte Suprema del Estado de Colorado falla a favor de Big Gay Al y ordena a los Ancianos de los Exploradores de la Montaña que lo devuelvan y lo pongan en reservas durante tres días para que puedan sentirse marginados, Al se niega, diciendo que si bien aprecia lo que los niños han hecho. para él, siente que "no es correcto obligarlos a pensar a nuestra manera", y aunque se les debe convencer para que cambien de opinión, les ruega a las personas que no recorten los fondos o el apoyo a los Scouts, y agrega que le encantan los Scouts por el trabajo que realizan y que son una organización privada. Esto hace que la abogada de Big Gay Al, Gloria Allred, lo tilde de homófobo. Al mismo tiempo, Kenny es secuestrado por un águila (así parece, pero al final del episodio, Kenny está en la reunión de los Scout con otros niños totalmente vivos y saludables). 
En la reunión de exploradores al final del episodio, con el jefe a cargo, Timmy muestra una imagen retocada con Photoshop de la cabeza de Jimmy en el cuerpo de un hombre real, no animado, abrazando a otro hombre. Debido a las opiniones de los exploradores sobre la homosexualidad, Jimmy es expulsado de los exploradores. El episodio termina con Timmy declarando "¡Timmy!" en deleite. 

## Producción
La pelea entre Jimmy y Timmy se basa en la pelea entre John Nada (Roddy Piper) y Frank Armitage (Keith David) en la película de 1988 They Live. Cuando se compara con el audio de la película, los sonidos de la pelea y gran parte del diálogo encajan casi perfectamente con la animación porque la secuencia fue animada de tal forma de ser idéntica a la escena de dicha película. 
Parker declaró en el comentario del DVD que el episodio fue su primer ataque de nervios después de darse cuenta de que no tenían nada preparado para la próxima temporada. 

## Lanzamiento en DVD y VHS
"Cripple Fight", junto con los otros trece episodios de South Park: the Complete Fifth Season, se lanzaron en un DVD de tres discos en los Estados Unidos el 22 de febrero de 2005. Los sets incluyen breves comentarios de audio de Parker y Stone para cada episodio.
"Cripple Fight" fue lanzado en VHS en junio de 2002, junto con los episodios "Scott Tenorman Must Die" e "It Hits the Fan", en un video titulado Insults to Injuries. Simultáneamente se lanzó una versión en DVD de la compilación, que también contenía "Proper Condom Use", además de los episodios contenidos en el lanzamiento de VHS.